# 三船敏郎

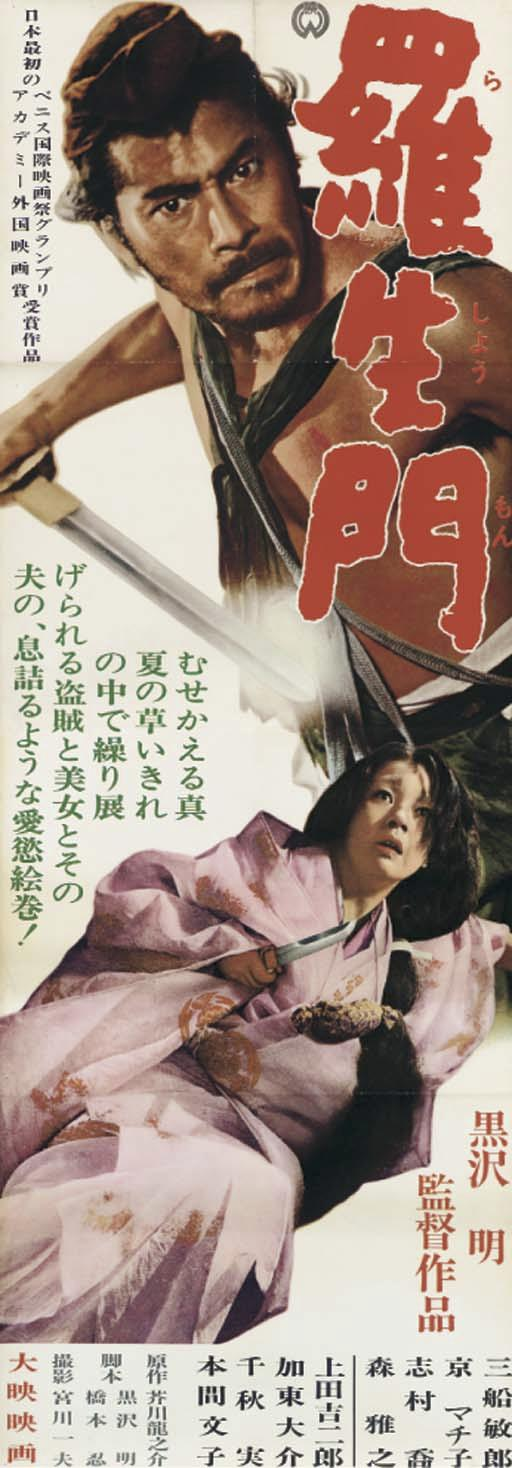
《羅生門》（1950年）

三船敏郎（日语：三船 敏郎，1920年4月1日—1997年12月24日），出生於日本租借時期的中國青島，是具有世界知名度的日本電影演員。在2016年，三船敏郎獲好萊塢星光大道追頒名人之星，以表揚他對世界影壇的貢獻。

## 生平
三船敏郎於1920年出生在当时是日本租借地的青岛，是家中的长子。其父三船德造是秋田县由利郡川内村小川（现由利本莊市鳥海町小川）三船氏第26代，他原先的目标是医生，但之后偶然间迷上了摄影。三船敏郎四歲時，舉家遷往當時另一個日本租借地大連，父親三船德造在大連经营了一家照相馆。三船敏郎整個青少年時代在大連度過，並在父親的照相館內學會攝影。

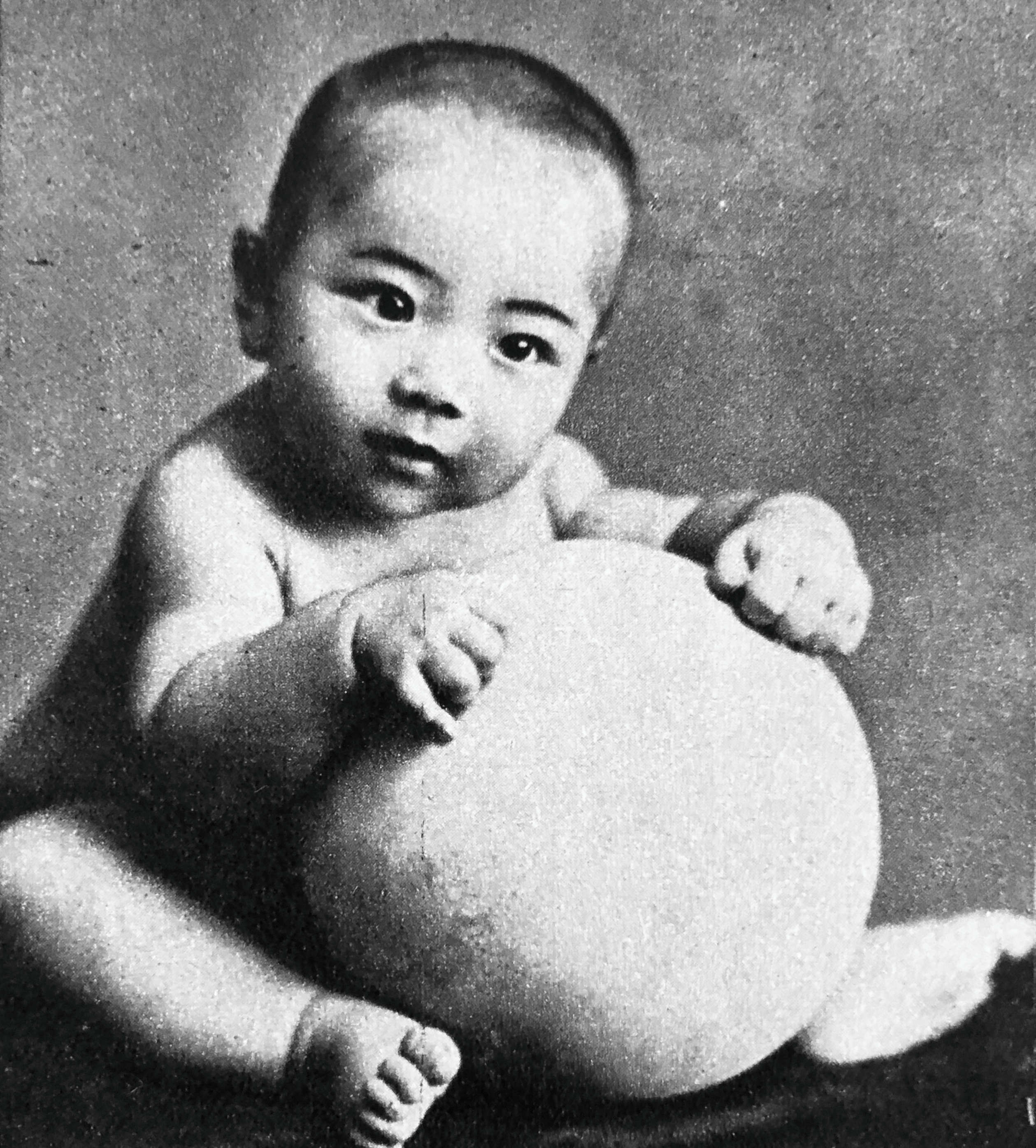
剛滿一歲時的三船敏郎（攝於1921年）
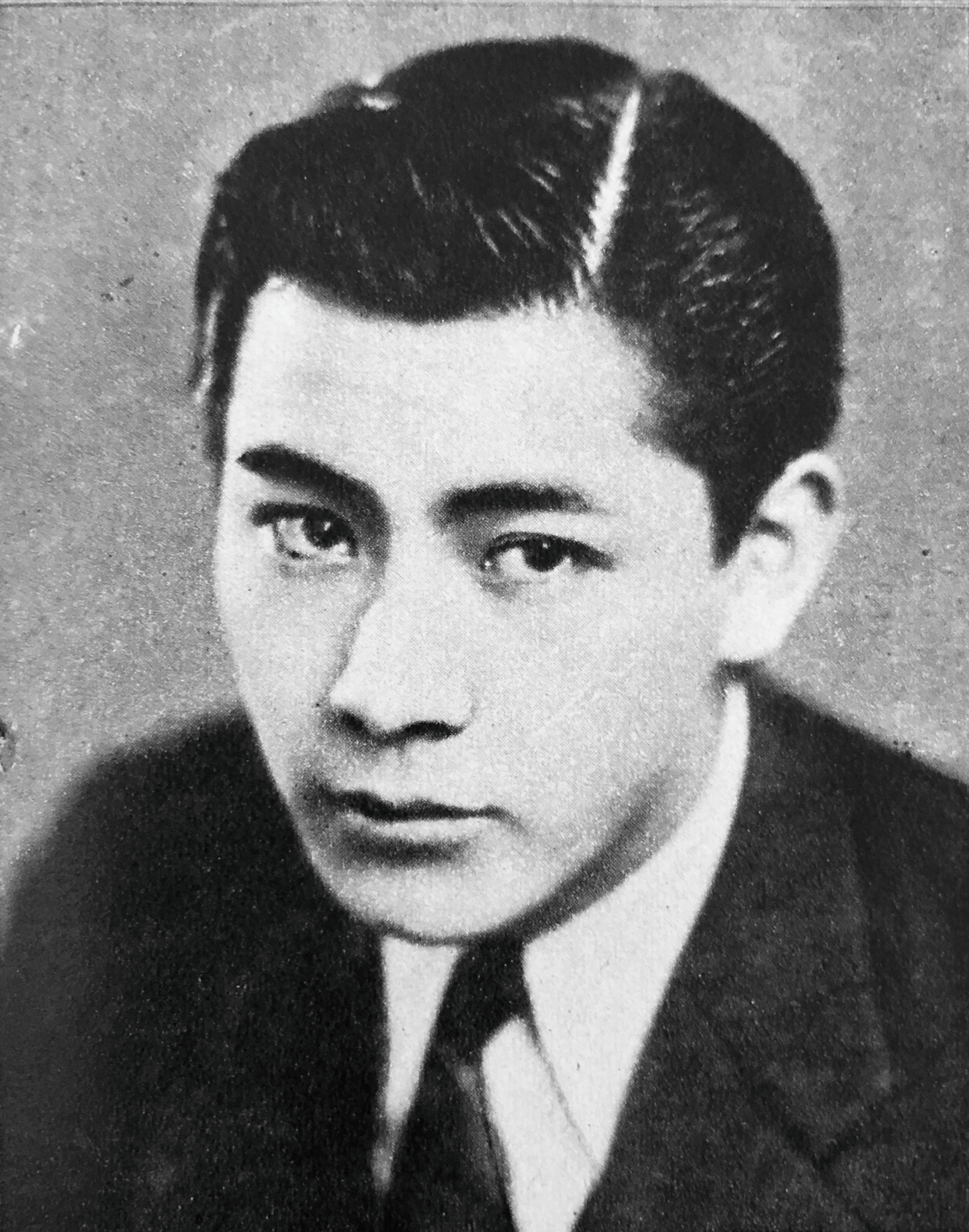
1939年的三船敏郎（攝於大連）

## 從影經歷
三船敏郎曾經兩度獲得威尼斯國際電影節最佳男演員獎，在日本以外的評價也很高，和黑澤明、志村喬可謂是鐵三角。他也曾參與演出美國電影《中途島戰役》、《太平洋的地獄》，法國電影《紅．太陽》，墨西哥電影《重要的人》等西方作品。工作上也是日本明星裏面少數獲破格待遇的，他經營的三船製片公司在東京都世田谷區的電影公司設有大規模攝影棚，經常雇用大量的工作人員。

## 作品

### 電影（部分）
- 《銀嶺之巔》（1947年）
- 《酩酊天使》（1948年）
- 《靜靜的決鬥》（1949年）
- 《野良犬》（1949年）
- 《醜聞》（1950年）
- 《羅生門》（1950年） 饰 多襄丸
- 《石中先生行狀記》（1950年）
- 《白痴》（1951年）
- 《生者的紀錄》（1951年）
- 《西鶴一代女》（1952年）
- 《東京的戀人》（1952年）
- 《太平洋之鷲》（1953年）
- 《七武士》（1954年）
- 《潮騷》（1954年）
- 《宮本武藏》（1954年）
- 《宮本武藏 一乘寺決鬥》（1955年）
- 《宮本武藏 決鬥巖流島》（1956年）
- 《妻之心》（1956年）
- 《暗黑街》（1956年）
- 《蜘蛛巢城》（1957年）
- 《柳生武藝帳》（1957年）
- 《深淵》（1957年）
- 《柳生武藝帳 雙龍密劍》（1958年）
- 《戰國英豪》（1958年）
- 《無法松的一生》（1958年）
- 《日本誕生》（1959年）
- 《劍豪的一生》（1959年）
- 《獨立愚連隊》（1959年）
- 《暗黑街的顏役》（1959年）
- 《惡人睡得香》（1960年）
- 《暗黑街的對決》（1960年）
- 《男對男》（1960年）
- 《太平洋之嵐》（1960年）
- 《大阪城物語》（1961年）
- 《用心棒》（1961年）
- 《椿三十郎》（1962年）
- 《忠臣藏》（1962年）
- 《天國與地獄》（1963年）
- 《五十萬人的遺產》（1963年） ※兼任製片人及導演
- 《太平洋之翼》（1963年）
- 《大盜賊》（1963年）
- 《三紳士艷遇》（1963年）※客串演出，當紅女星尤敏主演的香港電影
- 《士魂魔道 大龍卷》（1964年）
- 《侍》（1965年）
- 《紅鬍子》（1965年）
- 《姿三四郎》（1965年）
- 《太平洋奇蹟的作戰 金斯卡島》（1965年）
- 《血與砂》（1965年）
- 《大菩薩嶺》（1966年）
- 《奇巖城的冒險》（1966年）
- 《怒濤一萬浬》（1966年）
- 《霹靂神風》（1966年）
- 《奪命劍》（1967年）
- 《日本最長的一日》（1967年）
- 《黑部的太陽》（1968年）
- 《聯合艦隊司令長官 山本五十六》（1968年） 饰 山本五十六
- 《太平洋的地獄》（1968年）
- 《日本海大海戰》（1969年）
- 《風林火山》（1969年）
- 《赤毛》（1969年）
- 《新選組》（1970年）
- 《座頭市與用心棒》（1970年）
- 《降龍伏虎》（1970年）
- 《激動的昭和史 軍閥》（1970年）
- 《中途島戰役（英语：Midway (film)）》（1976年）
- 《人证》（1977年） 饰 郡阳平
- 《赤穂城断絶》（1978年）
- 《一九四一》（1979年）
- 《殺機》（1979年）
- 《二百三高地》（1980年）
- 《日本海大海戰 海軍進行曲》（1983年）
- 《竹取物語》（1987年）
- 《寅次郎的故事38 知床旅情》（1987年）
- 《千利休 本覺坊遺文》（1989年）
- 《冰川獵奇》（1992年）
- 《照片新娘》（1992年）
- 《深河》（1995年）

### 紀錄片
在2016年，曾獲奧斯卡金像獎的美籍日裔導演史蒂芬·岡崎拍攝紀錄片《最後的武士：三船敏郎》，紀念三船敏郎傳奇一生，影片融合大量的經典影片及珍貴照片，穿插訪問役所廣司、香川京子、馬丁·史柯西斯、史蒂芬·史匹柏等人。

## 相片争议
三船敏郎于1942年拍摄的一张照片，经常在网络上被误认为是年輕時的汪精卫或蔣緯國，甚至袁克文、俞揚和等人。

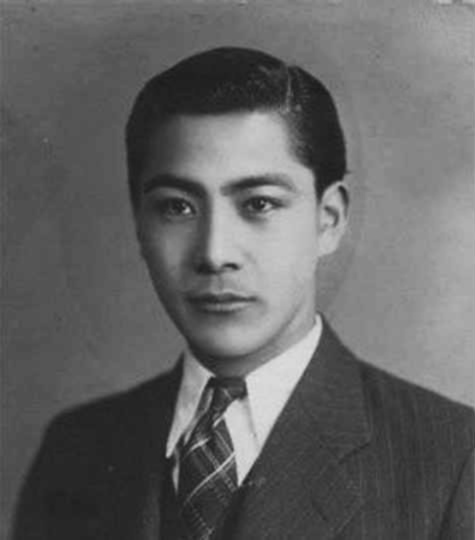
三船敏郎（攝於1940年代早期）

## 外部連結
- http://www.mifuneproductions.co.jp/（页面存档备份，存于） - Official Toshirō Mifune Website